# 1939 في نيوزيلندا
فيما يلي قوائم الأحداث التي وقعت خلال عام 1939 في نيوزيلندا.

## رياضة
- 1 يناير – كأس نيوزيلندا 1939 الفائز Waterside Karori [الإنجليزية]‏.

## مواليد

### يناير
- 1 يناير – إيرين ريتشاردز رسامة نيوزيلندية.
- 1 يناير – باري كورتيس سياسي نيوزيلندي.
- 1 يناير – جنيفر بيك
- 1 يناير – دافني كلير روائية نيوزيلندية.
- 1 يناير – رايموند تشينغ فنان نيوزيلندي.
- 3 يناير – برايان سميث
- 26 يناير – موراي بال رسام كارتون نيوزيلندي.
- 27 يناير – كيفن بريغز لاعب كركيت نيوزيلندي.

### فبراير
- 11 فبراير – بريان قاولد سياسي بريطاني.

### مارس
- 2 مارس – راسيل هندري لاعب كريكت نيوزلندي.
- 12 مارس – بيتر هوغ
- 15 مارس – اريك جايلز لاعب كريكت نيوزلندي.
- 29 مارس – جيف أندرسون لاعب كريكت نيوزلندي.

### أبريل
- 16 أبريل – بيتر جيمس لوريمر رياضياتي نيوزيلندي.

### يونيو
- 3 يونيو – باري فروست
- 15 يونيو – فيكتور ييتس
- 19 يونيو – أنتوني ريد مؤرخ أسترالي.

### يوليو
- 27 يوليو – غريغ ديفيس لاعب رغبي أسترالي.

### أغسطس
- 11 أغسطس – بيتر شارب لاعب كركيت نيوزيلندي.

### سبتمبر
- 9 سبتمبر – كولن نيكلسون لاعب كريكت نيوزلندي.
- 16 سبتمبر – توني ديفيز لاعب رغبي نيوزيلندي.

### أكتوبر
- 26 أكتوبر – رون فاريل
- 29 أكتوبر – إليزابيث مودي ممثلة نيوزيلندية.

### نوفمبر
- 19 نوفمبر – ماكس كريسويل فيلسوف نيوزيلندي.
- 24 نوفمبر – بوب جونز سياسي نيوزيلندي.
- 27 نوفمبر – دودلي ستوري

### ديسمبر
- 7 ديسمبر – ماري دوناغي

## وفيات

### يناير
- 1 يناير – أرشيبالد جاك (مواليد 1874)
- 1 يناير – جورج ميتشيل (مواليد 1877) سياسي نيوزيلندي.

### فبراير
- 20 فبراير – فرانك غلاسغو (مواليد 1880) لاعب رغبي نيوزيلندي.

### مارس
- 11 مارس – روبرت تشادويك (مواليد 1879) لاعب كركيت نيوزيلندي.

### يوليو
- 9 يوليو – هارولد ألين (مواليد 1886) لاعب كركيت أسترالي.

### أغسطس
- 7 أغسطس – توماس أندرو (مواليد 1855) مصور نيوزيلندي.
- 9 أغسطس – هكتور تومسون (مواليد 1881) لاعب اتحاد رغبي نيوزيلندي.